# Specie (Duin)
Specie (Engels: the spice; ook bekend als melange) is de fictieve psychedelische drug die centraal staat in het Duin-universum, gecreëerd door Frank Herbert.
In de Duin-reeks is specie het meest essentiële en waardevolle product in het universum, een medicijn dat de gebruiker een langere levensduur, grotere vitaliteit en een verhoogd bewustzijn geeft. Bij sommige mensen kan het kruid ook de voorkennis ontsluiten, een vorm van voorkennis gebaseerd op de genetica, maar mogelijk gemaakt door het gebruik van het medicijn in grotere doseringen.
Voorkennis maakt onder meer veilige en nauwkeurige interstellaire reizen mogelijk. Specie is echter ook zeer verslavend en ontwenning is fataal. Het oogsten van specie is ook extreem gevaarlijk, omdat de enige bekende bron de ruige woestijnplaneet Arrakis is en specie-afzettingen worden bewaakt door gigantische zandwormen.